# Simulium baliemense
Simulium baliemense är en tvåvingeart som beskrevs av Takaoka 2003. Simulium baliemense ingår i släktet Simulium och familjen knott. Inga underarter finns listade i Catalogue of Life.